# Паулус, Эдуард
Эдуард Паулус (16 октября 1837, Штутгарт — 16 апреля 1907, там же) — германский историк искусства, археолог, исследователь доисторического периода, музейный деятель, научный писатель, поэт.

## Биография
Изучал архитектуру в Политехническом университете Штутгарта и затем историю искусств и архитектуры в Мюнхене. В 1868 году получил докторскую степень. Работал сначала в штутгартском отделении национального статистического управления, с 1873 года был земельным музейным куратором (ландсконсерватором) и с 1893 года членом совета Национальных коллекций памятников истории и искусства в Штутгарте. Руководил раскопками городищ кельтского периода в районе Хойнебурга. В 1904 году за свой вклад в науку был награждён крестом Ордена Вюртембергской короны с возведением в личное дворянство.
Главные работы: «Bilder aus Italien» (Штутгардт, 1866, 3-е издание — 1878), «Bilder aus Deutschland» (1873, там же), «Bilder aus Kunst u. Alterthum in Deutschland» (1883), «Ludwig Uhland u. seine Heimat Tübingen» (2 издания, 1887), «D. Kunst- u. Altertumsdenkmale in Königreich Würtemberg» (1889—1893) и сборник лирических стихотворений («Gesammelte Dichtungen», 1892).